# Beate Zschäpe
Beate Zschäpe (ur. 2 stycznia 1975 w Jenie jako Beate Apel) – niemiecka przedstawicielka skrajnej prawicy, członkini neonazistowskiej komórki terrorystycznej Nationalsozialistischer Untergrund (NSU), uznana przez sąd za jego liderkę i współzałożycielkę z Uwe Mundlosem i Uwe Böhnhardtem.
11 lipca 2018 roku Beate Zschäpe została skazana na karę dożywotniego pozbawienia wolności za współudział w 10 zabójstwach na tle rasowym dokonanych w latach 2000–2007 przez Mundlosa i Böhnhardta, znanych jako tzw. Mordserie Bosporus. Ofiarami sprawców było 8 imigrantów z Turcji pracujących w Niemczech jako drobni przedsiębiorcy, obywatel grecki i niemiecka policjantka. Ponadto NSU dokonała 15 napadów na banki, a jej członkowie skazani zostali również za organizację dwóch zamachów bombowych.
Wyrok na Zschäpe jest efektem procesu, który rozpoczął się przed sądem w Monachium 6 maja 2013 r. W czasie pierwszego dnia procesu Zschäpe zaprzeczyła stawianym jej zarzutom. Wraz z nią osądzone zostały cztery inne osoby oskarżone o pomoc terrorystom.